# Urna funeraria

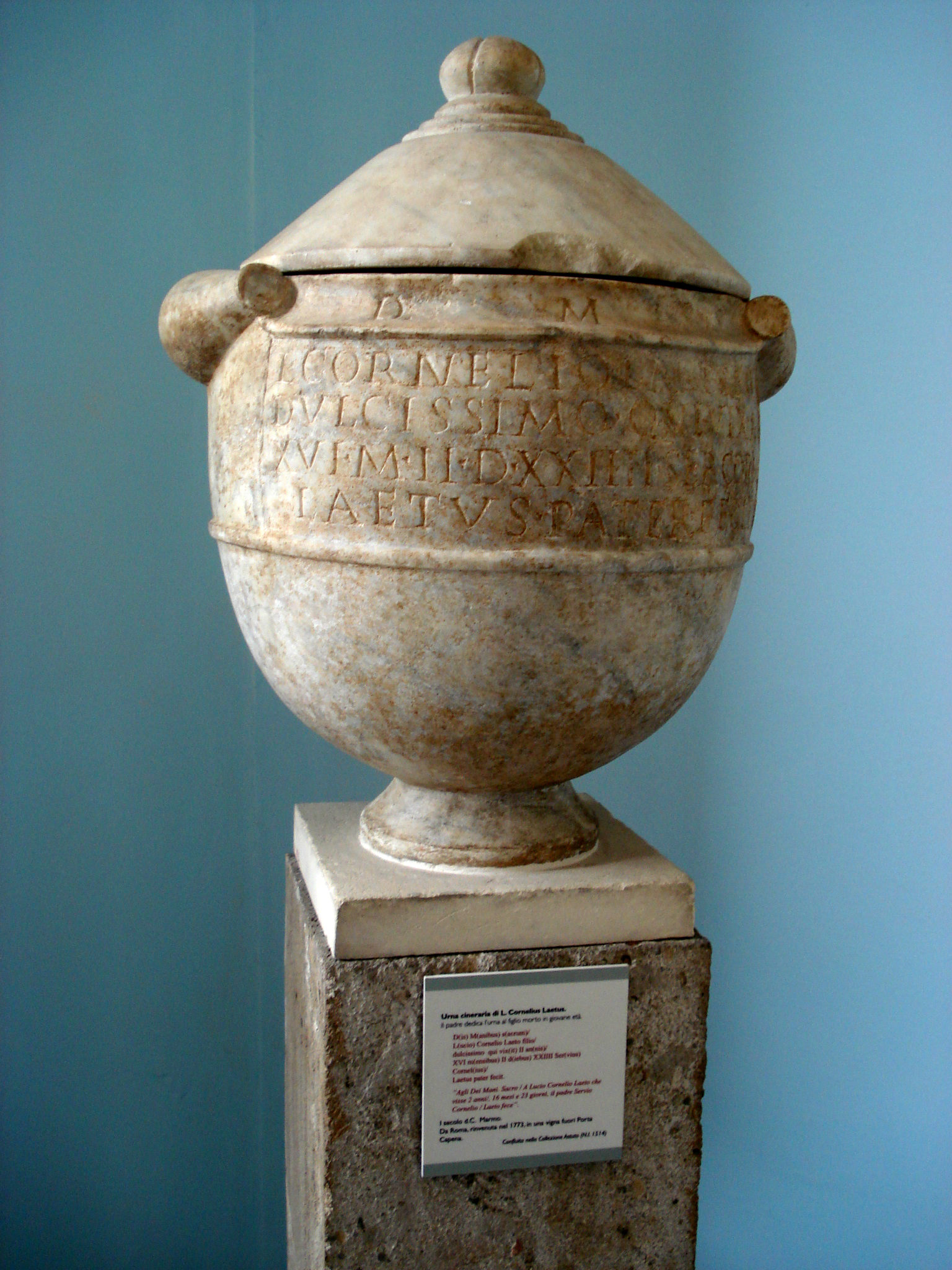
Urna funeraria romana., Museo arqueológico regional de Palermo.

Una urna funeraria (también llamada ‘cineraria’, del latín «cinis, -eris», ceniza) es un vaso cerrado elaborado en cerámica, piedra, bronce, mármol, alabastro o vidrio, en el que los parientes de un difunto recogen sus cenizas después de la cremación.
Usada durante siglos para guardar las cenizas tras la cremación de un cadáver, sigue utilizándose por las empresas de pompas fúnebres en caso de incineración. Otro recipiente que pudiera estar relacionado con estos usos, es el relicario, de menor tamaño y que no contiene más que una porción de las cenizas.

## Historia

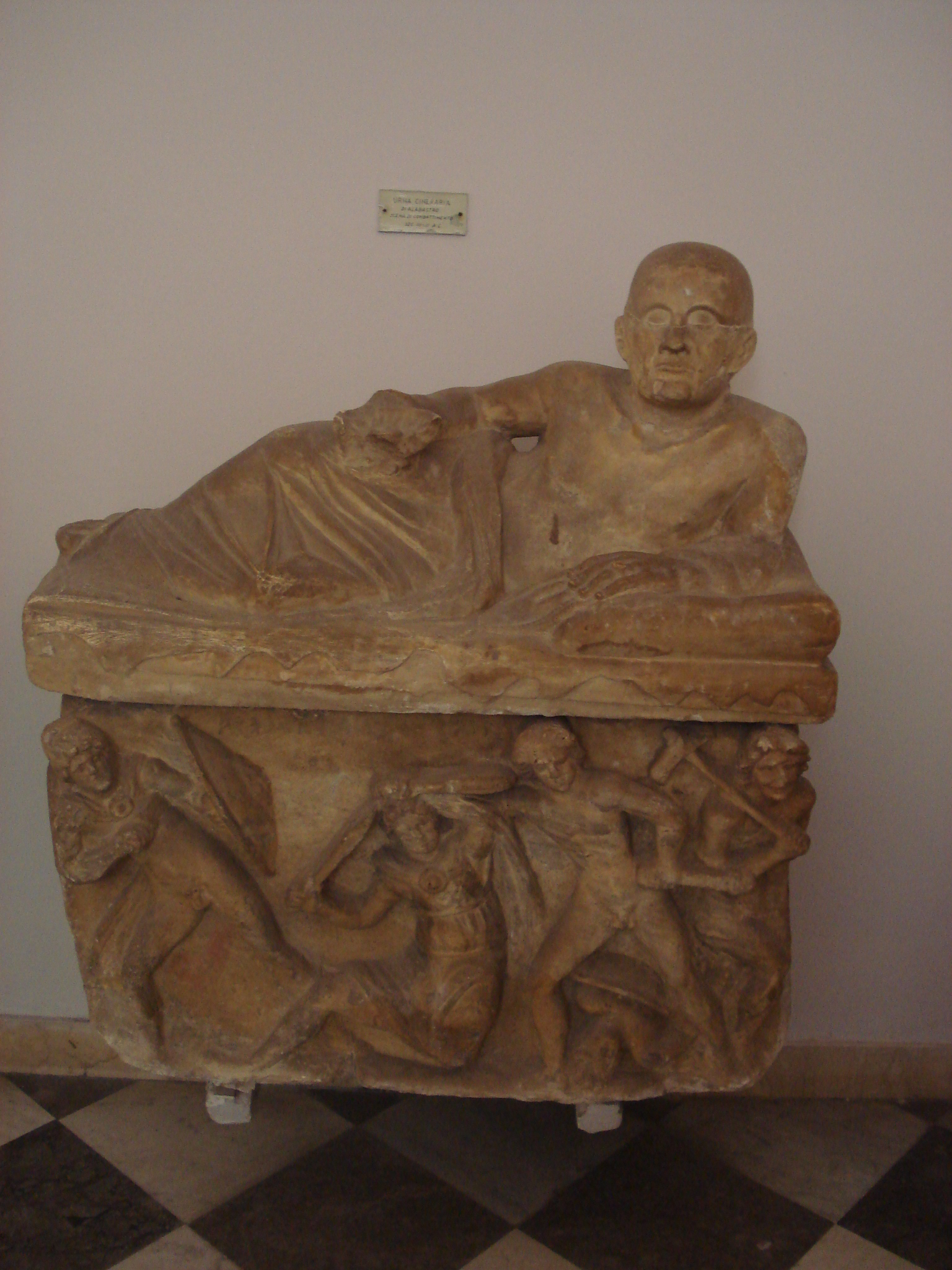
Urna funeraria etrusca de alabastro. -, Palermo.

Usada en civilizaciones que han practicado ritos funerarios de cremación, han generado recipientes clásicos específicos como los «pithoi» entre los minoicos (en principio para guardar cuerpos inhumados, no cenizas de cremación) y sus secuelas en Etruria y Roma. Los romanos las llamaron ‘ollas’, vasijas que colocaban en la hornacina familiar (llamada «columbarium», literalmente «palomar»), o en un altar funerario. Solían estar decoradas con motivos relacionados con la mitología de cada cultura y su relación con la muerte y su trasmundo.
El descubrimiento de urnas enterradas en la Edad del Bronce en un campo de Norfolk, en 1658, llevó al inglés Thomas Browne a publicar una descripción, y a establecer un paralelismo con los ritos funerarios practicados en su época, en una obra titulada Hydriotaphia or Urn Burial (1658). 
El Museo Etrusco Guarnacci de Volterra, en Toscana, contiene más de 600 urnas cinerarias etruscas esculpidas de toba, alabastro y terracota.